# Чэнь Юньшан
Чэнь Юньша́н (кит. упр. 陈云裳, пиньинь Chén Yúnshang, 1919-2016 так известная как Нэнси Чэнь — китайская актриса. Первую известность получила в Гонконге, в 1939 году перебралась в Шанхай, где благодаря съёмкам в фильме «Мулан идёт в армию» получила общенациональную известность. На экране и в жизни успешно воплощала образ современной вестернизированной девушки. Во время оккупации Шанхая не покинула город и была вынуждена сотрудничать с японцами, в частности снялась в коллаборационистском фильме «Вечность» (1943). После окончания войны покинула материк и обосновалась в Гонконге. В 1952 году Чэнь Юньшан, некогда образец модерновой эмансипированной женщины, вышла замуж и стала домохозяйкой, навсегда покинув общественную жизнь.